# Abdelkrim Laribi
Pour les articles homonymes, voir Laribi.
Abdelkrim Laribi, surnommé Krimo, est un footballeur international algérien né le 25 décembre 1943 à Tiaret. Il évoluait au poste de gardien de but. Il est mort le samedi 23 septembre 1995 à la suite d'une crise cardiaque.

## Biographie
Krimo reçoit cinq sélections en équipe d'Algérie entre 1963 et 1968. Il joue son premier match en équipe nationale le 26 février 1963, contre l'équipe de Tchécoslovaquie olympique (défaite 0-2). Il joue son dernier match le 17 novembre 1968, contre la Tunisie (défaite 1-2).
Il participe avec la sélection algérienne aux Jeux méditerranéens de 1967, puis à la Coupe d'Afrique des nations 1968.
En club, il évolue pendant huit saisons avec l'équipe de la JSM Tiaret de 1962-1963 jusqu'à 1969-1970 il mit fin a sa carrière footballistique a l'age de 27 ans.